# BRIT Awards 2009
La XXIX edizione dei BRIT Awards si tenne nel 2009 presso l'Earls Court. Lo show venne condotto da Kylie Minogue, Mathew Horne e James Corden.

## Vincitori
- Cantante maschile britannico: Paul Weller
- Cantante femminile britannica: Duffy
- Gruppo britannico: Elbow
- MasterCard British album: Duffy - "Rockferry"
- Singolo britannico: Girls Aloud - "The Promise"
- Rivelazione britannica: Duffy
- British live act: Iron Maiden
- Cantante internazionale maschile: Kanye West
- Cantante internazionale femminile: Katy Perry
- Gruppo internazionale: Kings of Leon
- Album internazionale: Kings of Leon - "Only by the Night"
- Premio della critica: Florence and the Machine
- Premio al produttore: Bernard Butler
- Straordinario contributo alla musica: Pet Shop Boys